# Стефаник, Семён Васильевич
Семён Васильевич Стефаник (укр. Семен Васильович Стефаник; 1 марта 1904, село Стецева — 15 марта 1981, Львов) — украинский советский общественно-политический деятель.

## Биография

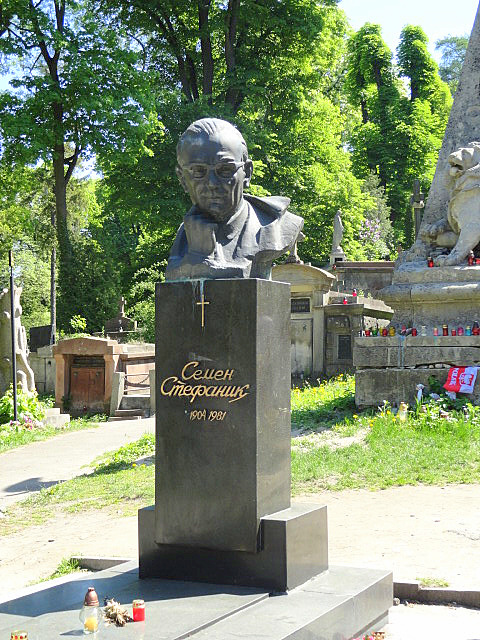
Памятник на могиле С. В. Стефаника на Лычаковском кладбище во Львове

Родился в семье писателя Василия Стефаника.
С 1925 до 1930 года изучал право во Львовском университете. В студенческие годы за революционную деятельность в 1927 году подвергался арестам.
До 1943 года занимался адвокатской практикой.
В 1944 работал начальником Станиславского областного курортного управления, затем до 1946 — старшим преподавателем криминального права Львовского государственного университета имени И. Франко.
Кандидат юридических наук с 1953 года.
С июня 1946 по август 1953 — заместитель председателя Львовского облисполкома.
В 1953—1954 — заместитель председателя Совета Министров Украинской ССР.
В 1954—1969 С. М. Стефаник работал председателем Львовского областного исполнительного комитета.
Избирался членом Ревизионной комиссии КП Украины (1956—1960). Кандидат в члены ЦК КП Украины (1960—1971).
Депутат XXI (1960), XXII (1961) XXIII (1966) съездов КПСС.
Депутат Верховного Совета СССР VI-го созыва.
С 1969 — на пенсии, работал директором Литературно-мемориального музея Ивана Франко во Львове.
Был удостоен орденов Ленина и Октябрьской революции.